# زلدا فیتزجرالد
 زلدا فیتزجرالد (انگلیسی: Zelda Fitzgerald؛ زاده ۲۴ ژوئیهٔ ۱۹۰۰ – درگذشته ۱۰ مارس ۱۹۴۸)، با نام اصلی زلدا سایر (Zelda Sayre)، یک داستان‌نویس، شاعر، و رقاص اهل ایالات متحده آمریکا بود. او همسر رمان‌نویس بزرگ، اف. اسکات فیتزجرالد بود. او نماد دختران دهه ۱۹۲۰ بود و شوهرش او را اولین فلاپر آمریکا می‌دانست.
او یکی از زیباترین دختران شناخته شده در رقص‌های باله در جنوب ایالات متحده بود و زمانی که اسکات فیتزجرالد به او اظهار علاقه کرد به خاطر توانایی مالی پایینش از او خوشش نیامد. فیتزجرالد با نداشتن آگاهی از دوستی‌های زلدا با مردان بی‌شمار، به‌طور هفتگی به او نامه می‌نوشت و برای تأمین مالی ازدواجش، داستان‌های چاپی خود را افزایش داد تا اینکه اولین رمانش به چاپ رسید و زلدا با ازدواج با او و اقامت در نیویورک موافقت کرد. زلدا در ۳ آوریل ۱۹۲۰ با اسکات ازدواج کرد. کمی بعد آن دو به اروپا نیز رفتند.
در ۱۹۳۲، بیماری شیزوفرنی را در زلدا تشخیص دادند و او در آسایشگاه روانی شپرد پرات در تاوسن، مریلند بستری شد و در همانجا بود که رمان نیمه‌زندگی‌نامه خود با نام Save Me the Waltz را نوشت که در ۱۹۳۲ منتشر شد. اسکات از آورده‌شدن مواردی از زندگی زناشوییشان که او قبلا در پیش نویس رمان خودش با نام Tender Is the Night که در سال ۱۹۳۴ منتشر شد استفاده کرده بود و در نتیجه شباهت ای دو اثر ناخشنود بود.
اسکات به هالیوود رفت تا به فیلمنامه‌نویسی بپردازد و در آنجا با شیلا گراهام آشنا شد. بیماری زلدا دوباره وخیم شد و در سال ۱۹۳۶ دوباره در آسایشگاه روانی بستری شد. در ۱۹۴۰، اسکات در حالیکه درگذشت که یک سال و نیم از آخرین باری که زلدا و فرزندش را دیده بود می‌گذشت. زلدا به نوشتن رمانی دیگر پرداخت که هیچ‌وقت کامل نشد و نقاشی‌های زیادی می‌کشید تا اینکه در سال ۱۹۴۸ در حادثه آتش‌سوزی آسایشگاه روانی که در آن بستری بود کشته شد.